# Đình thần Thắng Tam
Đình thần Thắng Tam (chữ Nôm: 亭神胜三) là một quần thể di tích lịch sử văn hóa cấp quốc gia ở thành phố Vũng Tàu, tỉnh Bà Rịa-Vũng Tàu. Vốn là đình của làng Thắng Tam trên bán đảo Vũng Tàu, khuôn viên đình hiện nay bao gồm 3 miếu thờ: Đình thần Thắng Tam, Lăng Ông Nam Hải, Miếu Bà Ngũ Hành. Hiện nay tên gọi "Đình thần Thắng Tam" được dùng để chỉ quần thể di tích này.
Đây là 1 trong 3 ngôi đình làng trên bán đảo Vũng Tàu, và là đình làng nguyên vẹn nhất tại đây.
Đình là nơi sinh hoạt tín ngưỡng của cư dân làng Thắng Tam, Vũng Tàu xưa và là nơi ngư dân và du khách xem là điểm tâm linh để cầu may mắn và bình an, công việc thuận buồm xuôi gió.
Di tích này tọa lạc tại số 77A, đường Hoàng Hoa Thám, phường Thắng Tam, thành phố Vũng Tàu, tỉnh Bà Rịa-Vũng Tàu.

## Lịch sử
Sau khi chiến thắng quân Tây Sơn, thống nhất nước Đại Việt và chấn hưng vương triều Nguyễn, hoàng đế Gia Long đã cử ba đội thủy binh ("thuyền") đến Vũng Tàu để xây dựng đồn lũy, chống hải tặc và trấn giữ cửa biển. Năm 1822, tình trạng cướp biển không còn nữa, vua Minh Mạng cho ba lớp lính trên giải ngũ, với phần thưởng là vùng đất họ có công trấn giữ. Ba ông đội chỉ huy đã tổ chức khai phá và lập ra ba làng lấy tên Thắng Nhất, Thắng Nhì, Thắng Tam.
Phạm Văn Dinh cai quản làng Thắng Nhất. Lê Văn Lộc cai quản làng Thắng Nhì, và Ngô Văn Huyền cai quản làng Thắng Tam.
Đình thần Thắng Tam được khởi công xây dựng và đầu triều vua Minh Mạng, năm Canh Thìn (1820). Ban đầu đình chỉ được làm tre lá, đến năm 1835, dân làng đã đóng góp tu sửa, lợp mái ngói cho đình. Năm 1965, đình được trùng tu, xây dựng kiên cố và giữ nguyên bố cục kiến trúc như ngày nay.

## Kết cấu

### Cổng tam quan
Cổng tam quan (nghi môn) có ngói lợp với ai mái âm dương. Trên hàng chóp trang trí 4 phù điêu "rồng chầu, hổ phục, bát tiên quá hải, lý ngư hóa long".

### Đình Thắng Tam
Là đình làng chính của làng, nằm giữa khuôn viên đình, được xây theo kiến trúc đình làng Nam Bộ. Trong đình gồm có:

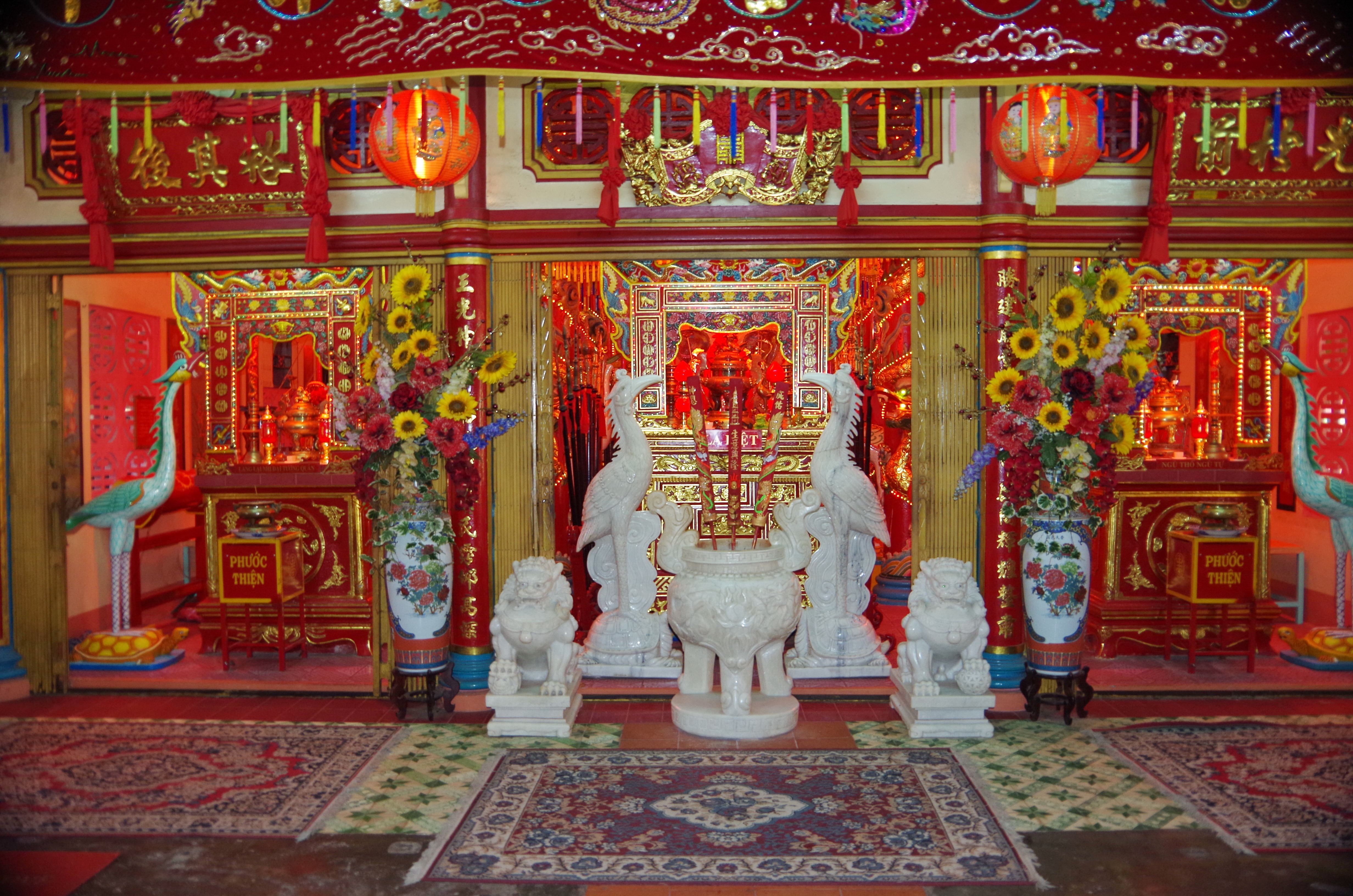
Chánh điện

#### Ngôi tiền hiền
Được lợp mái âm dương, trên mái có Lưỡng long chầu nguyệt đắp nổi. Các cột đều được chạm nổi hình rồng. Bày trí trên bàn thờ được sơn son thiếp vàng.
Tại đây, thờ các vị hương chức tiền bối đã dày công tạo lập, tu bổ đình, và thờ các anh hùng, liệt sĩ và con em thành phố Vũng Tàu đã hy sinh trên đất Thắng Tam. Nội thất nhà Tiền Hiền bày 4 bàn thờ gồm bàn thờ Thổ Công, Tiền Hiền, Hậu Hiền và Tiền Vãng - Hậu Vãng.
Khu vực này được bài trí với nhiều ngôi thờ 13 đạo sắc phong thần

#### Ngôi chánh điện (đình trung)
Khu vực này có cấu trúc tương tự Ngôi tiền hiền, bày 10 bàn thờ bao gồm: bàn thờ Thần Nông, Thiên Y A Na, Ngũ Đức, Thánh Phi, Hậu Hiền, Hội Đồng, Phụ Án - Cao Các, Thiên Sư, Ngũ Thơ và Ngũ Tự - Tiền Hiền.

#### Sân khấu Võ ca
Là nơi làm lễ xây chầu, trình diễn hát bội, hát tuồng mỗi khi có lệ cúng đình thần, lăng ông, miễu bà.

#### Nhà hội (hội trường)
Nhà hội là nơi sinh hoạt, làm việc, hội họp của Ban Tế tự, Hội viên đình, hương chức và Ban quản lý khu di tích. Đây là nơi tiếp kiến, giao tế của quan chức làng và các sự kiện lễ hội thường niên của đình.

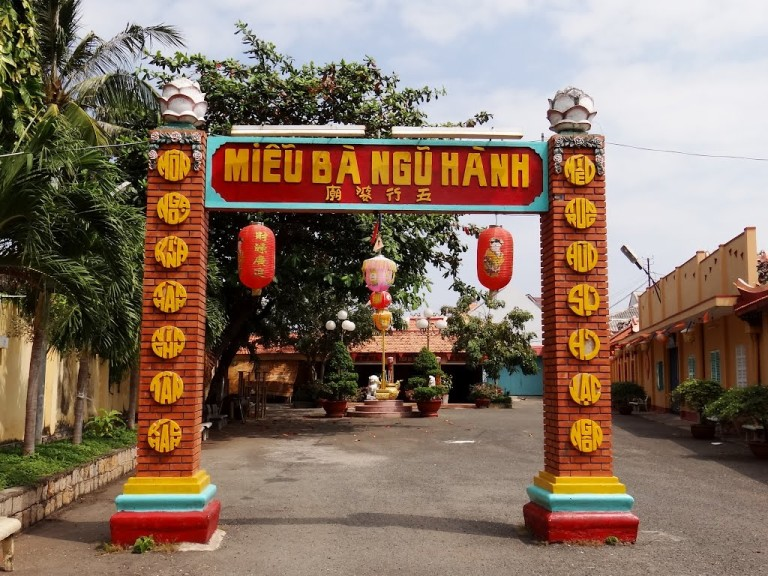
Cổng vào Miễu bà

### Lăng Ông Nam Hải
Nằm bên phải Đình chính là Lăng Ông Nam Hải (chữ Hán: 南海翁陵) được tạo lập năm Giáp Thân (1824), đây là miếu thờ cá ông - Nam Hải Cự Tộc Ngọc Lân Chi Thần, được vua Thiệu Trị, vua Tự Đức phong 3 sắc thần vào năm 1845, 1846 và 1850. Trong ngôi chánh điện, có bộ xương (ngọc cốt) Cá Ông (cá voi) dài 18 m. Theo ghi chép của làng, cá đã lụy (chết) vào năm Tân Mão (1831) tại Bãi Sau Vũng Tàu.

### Miễu bà Ngũ Hành
Miễu bà Ngũ Hành (chữ Hán: 五行婆廟) nằm bên trái Đình Thắng Tam được tạo lập năm Nhâm Thìn (1832) thờ năm bà nữ thần Kim, Mộc, Thủy, Hỏa, Thổ và hai vị hộ quốc là Thiên Y A Na và Thủy Long Thần Nữ, được vua Thiệu Trị, vua Tự Đức ban 6 sắc phong "Thượng Đẳng Thần" vào những năm 1845, 1846 và 1850.
Với những giá trị đặc sắc về văn hóa hữu hình, nghệ thuật – kiến trúc, cùng với dấu ấn riêng về phong tục tập quán, tín ngưỡng tâm linh, năm Tân Mùi – 1991, Khu di đình thần Thắng Tam được Bộ Văn hóa – Thông tin (nay là Bộ Văn hóa Thể thao và Du lịch) công nhận, xếp hạng là Di tích Lịch sử – Văn hóa quốc gia.
Ban quản lý khu di tích Đình thắng Tam cũng quản lý Miếu hòn bà, tọa lạc trên Hòn Bà phía gần Bãi Sau và mũi Nghinh Phong.

## Nét đặc biệt

### 13 đạo sắc phong
Khu di tích lịch sử văn hóa Đình thần Thắng Tam, TP. Vũng Tàu là nơi lưu giữ 13 sắc phong của các đời vua triều Nguyễn. Trong đó,
- 3 sắc phong cho 4 vị thần Đại Càn Quốc Gia Nam Hải,
- 3 đạo sắc cho Nam Hải Cự Tộc Ngọc Lân (tức Cá Ông) vào các năm Thiệu Trị năm thứ 5 (1845), Tự Đức năm thứ 3 (1850) với lời phong tặng:: "Thần Từ tế Nam Hải Cự Tộc Ngọc Lân giúp nước cứu dân từng nhiều lần hiển hiện linh ứng".
- 3 sắc phong tặng cho Thiên Y A Na với tên đầy đủ là: "Sắc cho thần Thiên Y A NA Diễn ngọc phi tặng thêm là thần Hẳng huệ Phổ tế Linh cảm Diệu thông Mặc tướng thượng đẳng thần, thần giúp nước cứu dân, từng nhiều lần hiển hiện linh ứng" được phong vào các năm Thiệu Trị năm thứ 5 (1845), Tự Đức năm thứ 3 (1850).
- 2 sắc phong cho Thủy Long Thần nữ với tên gọi như sau: "Sắc cho Thủy Long thần nữ, nguyên tặng Chiêu ứng Mục uyên Hoằng bắc thượng đẳng thần, giúp nước cứu dân, từng nhiều lần hiển hiện linh ứng"  và được phong vào các năm Thiệu Trị năm thứ 5 (1845), Tự Đức năm thứ 3 (1850)
- 1 sắc phong cho Thần Thành Hoàng Bổn cảnh.[5]

## Lễ hội
Đình thần Thắng Tam tổ chức 3 lễ hội hằng năm:
- Lễ Cầu an: diễn ra vào các ngày 17, 18, 19 tháng 2 Âm lịch hàng năm.
- Lễ hội Nghinh Ông: vào các ngày 16, 17, 18 tháng 8 Âm lịch. Lê
- Lễ hội Miếu bà diễn ra các ngày 16, 17, 18 tháng 10 Âm lịch.